# Behind the Iron Curtain (Nico)
Behind the Iron Curtain è un album live di Nico pubblicato nel 1985 e registrato a Rotterdam, Paesi Bassi.

## Tracce
1. All Saints' Night – 9:14
2. Procession – 3:48
3. Secret Side – 3:33
4. Das Lied vom einsamen Mädchen – 6:08
5. Win a Few – 8:55
6. König – 4:27
7. Purple Lips – 4:32
8. All Tomorrow's Parties – 3:03
9. Fearfully in Danger – 6:49
10. The End – 10:10
11. My Funny Valentine – 4:15
12. Sixty/Forty – 2:26
13. Tananore – 4:06
14. Janitor of Lunacy – 4:19
15. My Heart Is Empty – 5:15
16. Femme Fatale – 3:48

## Formazione
- Nico - voce, organo
- James Young - pianoforte, tastiera
- Eric Random - tabla, percussioni, sintetizzatore
- Eric Graham Dowdall - percussioni
- Toby Toman - batteria